# 彩鐘花
彩鐘花（學名：Campanula medium）是桔梗科風鈴草屬下的一个种。该植物原产于南欧。它在大多数欧洲国家和北美归化，并因其美丽的花朵而被广泛种植。

## 扩展阅读
- 維基物種上的相關：彩鐘花